# Oxycnemis subsimplex
Oxycnemis subsimplex là một loài bướm đêm trong họ Noctuidae.